# Муравин, Лев Давидович
Лев Дави́дович Мура́вин (5 ноября 1906, Белгород — 25 ноября 1974, Москва) — скульптор-монументалист, педагог, заслуженный деятель искусств УССР (1943), член Комитета по охране памятников старины на Украине, Член правления и ответственный секретарь Союза советских художников Казахской ССР (1942 — 43), член правления Союза советских художников Украины (1943-49).

## Биография
В 1924 году поступил в Харьковский художественный институт на скульптурный факультет, который закончил в 1929 году. С конца 1939 года преподавал в Харьковском художественном институте. С 1942 года являлся членом правления и занимал должность ответственного секретаря Союза советских художников Казахской ССР. С 1943 по 1949 гг. был членом правления Союза советских художников Украины, членом бюро секции скульптуры, ответственным секретарём секции художников Общества культурной связи с заграницей. С 1944—1949 гг. был доцентом Киевского государственного художественного института.
В 1947 году получил первую премию за проект памятника победы в Великой Отечественной войне в городе Сталино (совместно с архитектором И.Каракисом). В том же году получил вторую премию заказного конкурса за проект памятника А. С. Пушкину у Русского музея в Санкт-Петербурге (так же совместно с архитектором И.Каракисом).
Похоронен на Введенском кладбище (25 уч.).

## Творчество
- В 1933 г. был участник международного конкурса на проект памятника Т. Г. Шевченко в г. Харькове в соавторстве с Я. С. Ражба.
- В 1932 построил памятник Ф. Э. Дзержинскому (в соавторстве с Я. С. Ражба).
- В 1935 г. получил первую премию на Всеукраинской художественной выставке за памятник А. С. Пушкину.
- В 1939 г. создал композицию для Советского павильона на выставке в Нью-Йорке.
- В 1941 г. Создал памятник П. Д. Осипенко в г.Бердянске.
- В 1948 г. спроектировал памятник Г. И. Котовскому в Кишинёве (совместно с архитектором И.Каракисом)
- С 1947—1964 создал и установил памятник Лесе Украинке в городе Луцк.
- В 1955 г. Открыл монументы «Дружба» в КНР (Шанхай и Гуанчжоу) (в соавторстве с Л. Е. Кербелем).
- В 1958 г. Создал композицию «Мы славим мир» и композицию «Русская зима» в Москве.
- В 1963 г. Открытие памятник В. И. Ленину. в Актюбинске.